# Enicospilus puncticulatus
Enicospilus puncticulatus là một loài tò vò trong họ Ichneumonidae.